# Al-Khazneh

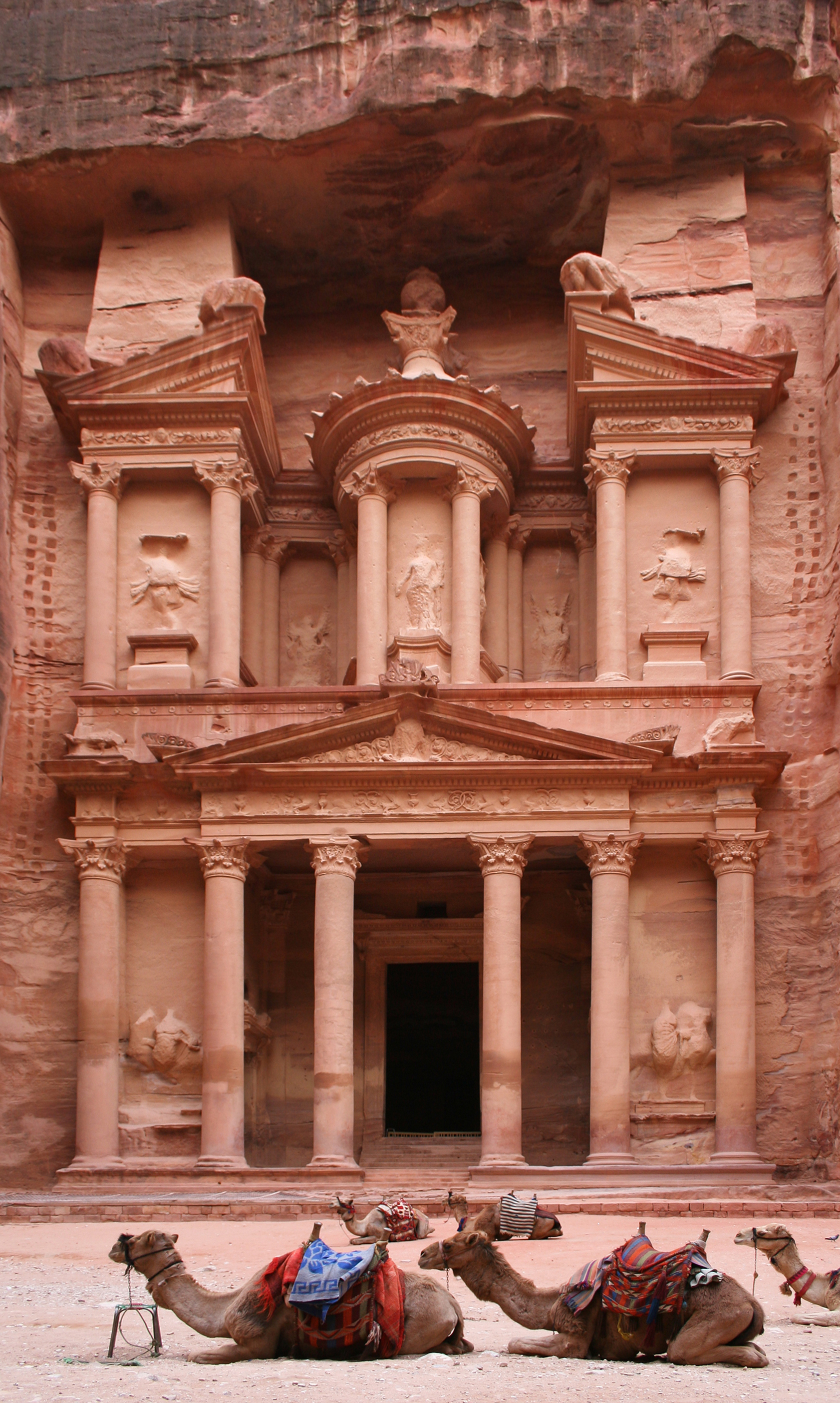
Al Khazneh.

Al-Khazneh är ett tempel eller mausoleum i Petra i Jordanien.
Det är kanske det mest berömda monumentet i den antika ruinstaden Petra. Det uppfördes under 100-talet e.Kr. och förmodas ha varit tänkt som ett mausoleum.